# Nevada (Iowa)
Pour les articles homonymes, voir Nevada (homonymie).
La ville américaine de Nevada est le siège du comté de Story, dans l’État de l’Iowa. Sa population s’élevait à 6 798 habitants lors du recensement de 2010, estimée à 6 805 habitants en 2016.

## À noter
La ville doit son nom à la Sierra Nevada, elle n’a aucun lien avec l’État du même nom. Son nom se prononce [nəˈveɪdə], alors que celui de l’État se prononce [nɨˈvæːdə].

## Source
- (en) Cet article est partiellement ou en totalité issu de l’article de Wikipédia en anglais intitulé « Nevada, Iowa » (voir la liste des auteurs).